# 杨禹
杨禹（1969年7月9日—），中国国家发展和改革委员会城市和小城镇发展中心研究员。2009年7月起任中国中央电视台特约评论员。被网友称为“史上最牛新闻评论员”，也被认为是央视出镜率最高的新闻评论员。

## 生平
杨禹的父亲是中国人民大学党史系的教授。“文革”期间人大被解散，杨禹的父亲和很多人大老师被分到清华大学工作，所以杨禹从小在清华园里长大。后来人大复校，杨禹全家搬回了人大。
杨禹中学就读于人大附中，曾担任校足球队守门员。大学就读于北京经济学院（今首都经济贸易大学）财政学专业。
毕业后，杨禹被分配到清华大学，成为一名会计。1993年，当时刚刚成立的北京交通台招聘主持人，他前去应聘并竞聘成功，成为该台的主持人。
1996年初，国家计委（今发改委）主管的《中国经济导报》招聘记者，杨禹再次去竞聘并成功，成为记者。在接受《北京日报》专访时，他说：“刚到报社时因为没学过新闻，刚到报社时连基本的消息导语都不会写，要靠有经验的编辑、记者们手把手教我。”后成为该报的一线记者，曾获得“中国新闻奖”等多项新闻奖。
2009年，杨禹开始担任国家发改委城市和小城镇改革发展中心研究员。同年7月，中国中央电视台新闻频道改版，安排评论员评论，杨禹正式成为央视特约评论员，主要负责时政和经济方面的评论。
2013年1月23日《新闻联播》中，杨禹出现在与主播郎永淳的连线中，这是《新闻联播》开播35年来首次引入评论员。杨禹也因此成为首个在《新闻联播》出镜的评论员。